# Дальше некуда (фильм, 2019)
«Дальше некуда» (ранее — «Броски Хесуса»; англ. The Jesus Rolls) — американский фильм, криминальная комедия Джона Туртурро. Фильм изначально задумывался как ремейк французской ленты 1974 года режиссёра Бертрана Блие «Вальсирующие», вышедшего в англоязычный прокат под названием Going Places, таковым было и первоначальное название фильма Туртурро (рус. Успешные люди). Позже было принято решение сделать фильм также спин-оффом культовой ленты 1998 года братьев Коэн «Большой Лебовски».

## Сюжет
Как и в оригинале «Вальсирующих», в фильме рассказывается о троице сексуальных неудачников, которых играют Туртурро, Бобби Каннавале и Одри Тоту.

## В ролях
- Джон Туртурро — Хесус Кинтана (Квинтана[1])
- Бобби Каннавале — Пити
- Одри Тоту — Мари
- Пит Дэвидсон — Джэк
- Джон Хэмм
- Сьюзан Сарандон — бывшая заключённая[4]
- Сония Брага[5]
- Николас Риера
- Джей Би Смув — механик
- Кристофер Уокен — Уорден

## Производство
Братья Коэн, сценаристы, продюсеры и режиссёры фильма «Большой Лебовски» неоднократно заявляли, что они не собираются делать продолжение ленты. Однако, Джон Туртурро начиная с 2011 года выражал большой интерес в том, чтобы снова сыграть роль Хесуса Кинтаны. Изначально Кинтана имел мало экранного времени, но благодаря идеям Туртурро, в фильм были включены дополнительные сцены. В 2014 году Туртурро объявил, что он получил разрешение от Коэнов на использование персонажа.
Съёмки фильма начались в августе 2016 года в Нью-Йорке и Лос-Анджелесе.

## Прокат
Премьера фильма состоялась на Римском кинофестивале 16 октября 2019 года. В Италии фильм вышел в прокат 17 октября 2019 года, в России — 4 февраля 2020 года, в онлайн-кинотеатрах, в США — 28 февраля 2020 года (Screen Media Films), в Швеции — 8 мая 2020 года.